# Pygorhytidae
De Pygorhytidae zijn een familie van uitgestorven zee-egels (Echinoidea) uit de infraklasse Irregularia. De relatie met andere taxa in die infraklasse, en dus de systematische positie, is onduidelijk.

## Geslachten
- Orbigniana Ebray, 1860 †
- Pygomalus Pomel, 1883 †
- Pygorhytis Pomel, 1883 †
- Spatocyphus Pomel, 1883 †